# I Never Promised You a Rose Garden
I Never Promised You a Rose Garden è un film del 1977 diretto da Anthony Page.

## Riconoscimenti
- 1978 - Premio Oscar
  - Candidatura per la migliore sceneggiatura non originale a Gavin Lambert e Lewis John Carlino
- 1978 - Golden Globe
  - Candidatura come miglior film drammatico
  - Candidatura per la migliore attrice in un film drammatico a Kathleen Quinlan
- 1978 - Writers Guild of America
  - Candidatura al miglior dramma adattato da un altro mezzo a Gavin Lambert e Lewis John Carlino